# لاوتارو مونتويا
لاوتارو مونتويا (بالإسبانية: Lautaro Montoya)‏ (7 أكتوبر 1994 في الأرجنتين - ) هو لاعب كرة قدم أرجنتيني في مركز الدفاع.

## وصلات خارجية
- لاوتارو مونتويا على موقع قاعدة بيانات كرة القدم.إي يو (الإنجليزية)
- لاوتارو مونتويا على موقع Soccerway.com (الإنجليزية)
- لاوتارو مونتويا على موقع AS.com (الإسبانية)